# Sahuaral (Sonora)
Sahuaral es una congregación del municipio de Etchojoa, ubicada en el sur del estado mexicano de Sonora en la zona del valle del Mayo. Según los datos del Censo de Población y Vivienda realizado en 2020 por el Instituto Nacional de Estadística y Geografía (INEGI), Sahuaral tiene un total de 2817 habitantes.

## Geografía
Sahuaral se sitúa en las coordenadas geográficas 26°55'37" de latitud norte y 109°39'56" de longitud oeste del meridiano de Greenwich, a una elevación de 16 metros sobre el nivel del mar.